# Blaszany parowiec
Blaszany parowiec – płyta z piosenkami kabaretu radiowego Zespół Adwokacki Dyskrecja, emitowanymi w autorskich audycjach kabaretu na antenie Programu Trzeciego Polskiego Radia w latach 80. i 90. XX wieku, w nakładzie 1.000 egz.
Album ukazał się w formie płyty kompaktowej, nakładem Polskiego Radia Katowice (nr kat. PRKCD109), pod patronatem mediowym Programu Trzeciego Polskiego Radia.

## Lista utworów
opracowano na podstawie materiału źródłowego
| 1.  | "Blaszany parowiec"             | 4:35  |
|     |                                 |       |
| 2.  | "Czapki"                        | 3:48  |
|     |                                 |       |
| 3.  | "Ortografia"                    | 2:29  |
|     |                                 |       |
| 4.  | "Łosie"                         | 3:40  |
|     |                                 |       |
| 5.  | "Marzyciele jeżdżą maluchami"   | 3:17  |
|     |                                 |       |
| 6.  | "Alchemia deszczu"              | 5:37  |
|     |                                 |       |
| 7.  | "Budujemy schron budujemy arkę" | 3:10  |
|     |                                 |       |
| 8.  | "Piosenka na otarcie łez"       | 3:35  |
|     |                                 |       |
| 9.  | "W byle jakim mieszkaniu"       | 3:55  |
|     |                                 |       |
| 10. | "Panta rhei"                    | 4:38  |
|     |                                 |       |
| 11. | "Kominiarczyk"                  | 3:17  |
|     |                                 |       |
| 12. | "Piosenka zastępcza"            | 1:40  |
|     |                                 |       |
| 13. | "Deliryczna noc"                | 2:42  |
|     |                                 |       |
| 14. | "Konfident"                     | 3:25  |
|     |                                 |       |
| 15. | "Zapasowa Ojczyzna"             | 3:55  |
|     |                                 |       |
| 16. | "Ballada paramilitarna"         | 2:42  |
|     |                                 |       |
|     |                                 | 56:25 |
|     |                                 |       |

## Twórcy
opracowano na podstawie materiału źródłowego
Autorzy i wykonawcy
- śpiew: Zbigniew Malecki
- teksty: Andrzej Błaszczyk
- muzyka: Zbigniew Malecki
- w nagraniu udział wzięli: Zbigniew Malecki, Andrzej Błaszczyk, Tomasz Kałwak, Maciej Talaga, Kamil Barański, Marek Hojda, Ewa Uryga, Anita Sajnóg, Bogumił Starzyński, Marek Walarowski

Produkcja i realizacja
- produkcja: Zbigniew Malecki – Supra Film Sp. Z. o.o.
- realizacja nagrań: Zbigniew Malecki
- kierownictwo produkcji: Grzegorz Zmuda

Oprawa graficzna
- projekt graficzny: Janusz Różański